# 스카웃 (로켓)

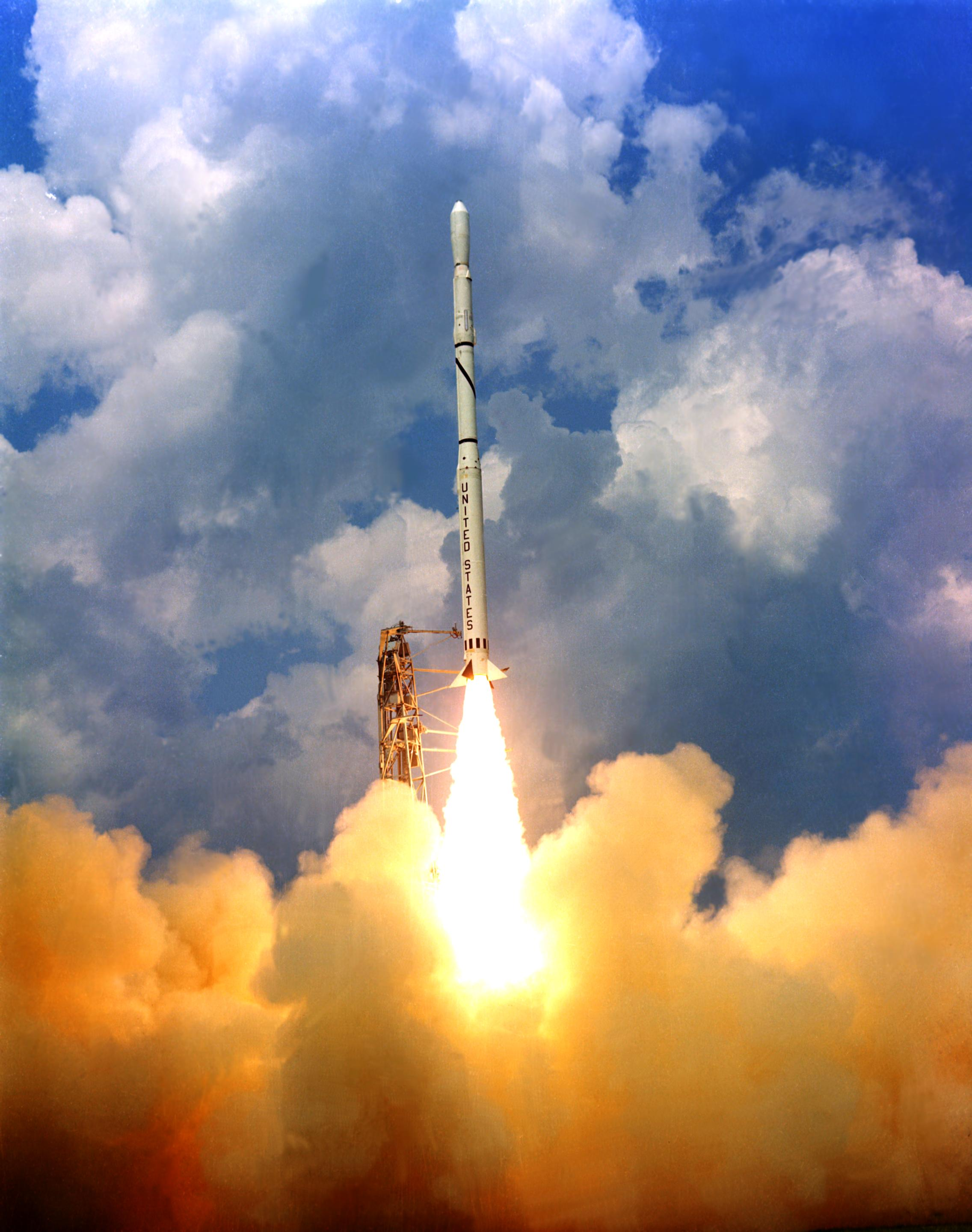
나사의 스카웃 로켓

스카웃(Scout)은 미국의 관측 로켓 겸 소형 인공위성 우주발사체이다. 4단 엔진 모두가 고체로켓으로서, 세계 최초의 완전한 고체연료 우주 발사체이다.
1단 엔진은 쥬피터 시니어와 해군의 UGM-27 폴라리스 엔진을 조합한 것이고, 2단 엔진은 육군의 MGM-29 서전트 엔진이며, 3단과 4단 엔진은 해군의 뱅가드 로켓 엔진을 개조한 것이다.
우주발사체로서의 최초의 궤도 비행 성공은 1961년 2월 16일, 무게 7 kg인 익스플로러 9호 인공위성을 발사한 것이다.
마지막 스카웃 로켓은 Scout G-1으로서, 1994년 5월 9일 발사되었다. 무게 163 kg인 MSTI-2 군사용 우주선을 발사했다. 1998년까지 궤도비행을 했다.
표준 스카웃 로켓은 고체연료의 4단 로켓이며, 길이 23 m, 발사중량 21,500 kg이다.

## 이탈리아와 영국
1964년 12월 15일, 미국 버지니아주에 위치한 NASA의 월롭 발사 시설에서, 이탈리아 최초의 인공위성 샌 마르코 1호를 발사했다.
1967년 5월 5일, 미국 반덴버그 공군 기지에서 영국 최초의 인공위성 Ariel 3를 발사했다.